# Eleições presidenciais de 2016 em Beja

## Resultados oficiais
| Candidato               | Candidato                | Votos  | %               |
| ----------------------- | ------------------------ | ------ | --------------- |
|                         | Marcelo Rebelo de Sousa  | 4 902  | 34,11 / 100,00  |
|                         | António Sampaio da Nóvoa | 4 586  | 31,91 / 100,00  |
|                         | Edgar Silva              | 2 091  | 14,55 / 100,00  |
|                         | Marisa Matias            | 1 527  | 10,62 / 100,00  |
|                         | Maria de Belém Roseira   | 653    | 4,54 / 100,00   |
|                         | Vitorino Silva           | 246    | 1,71 / 100,00   |
|                         | Paulo de Morais          | 213    | 1,48 / 100,00   |
|                         | Henrique Neto            | 78     | 0,54 / 100,00   |
|                         | Jorge Sequeira           | 41     | 0,29 / 100,00   |
|                         | Cândido Ferreira         | 36     | 0,25 / 100,00   |
| Votos Inválidos         | Votos Inválidos          | 275    | 1,88 / 100,00   |
| Total                   | Total                    | 14 648 | 100,00 / 100,00 |
| Eleitorado/Participação | Eleitorado/Participação  | 29 885 | 49,01 / 100,00  |

## Resultados por Freguesia
Os resultados dos candidatos por freguesia foram os seguintes:
| Freguesia                                | %     | %     | %     | %     | %    | %    | %    | %    | %    | %    | Votantes |
| Freguesia                                | MRS   | ASN   | ES    | MM    | MBR  | VS   | PM   | HN   | JS   | CF   | Votantes |
| ---------------------------------------- | ----- | ----- | ----- | ----- | ---- | ---- | ---- | ---- | ---- | ---- | -------- |
| Albernoa e Trindade                      | 22,52 | 27,97 | 23,02 | 10,89 | 8,42 | 4,46 | 0,99 | 0,25 | 0,25 | 1,24 | 413      |
| Baleizão                                 | 17,65 | 18,72 | 43,05 | 16,58 | 1,87 | 1,34 | 0    | 0,27 | 0    | 0,53 | 380      |
| Beja (Salvador e Santa Maria da Feira)   | 37,16 | 31,48 | 10,56 | 12,26 | 4,10 | 1,75 | 1,67 | 0,61 | 0,20 | 0,20 | 4 051    |
| Beja (Santiago Maior e São João Batista) | 39,61 | 33,11 | 9,74  | 9,73  | 3,76 | 1,36 | 1,85 | 0,58 | 0,18 | 0,08 | 6 113    |
| Beringel                                 | 31,36 | 30,84 | 18,12 | 10,45 | 5,92 | 1,74 | 0,17 | 0,35 | 0,35 | 0,70 | 590      |
| Cabeça Gorda                             | 19,67 | 26,96 | 30,05 | 10,75 | 8,01 | 1,64 | 1,28 | 0,55 | 0,55 | 0,55 | 560      |
| Nossa Senhora das Neves                  | 25,67 | 36,04 | 20,62 | 8,98  | 4,77 | 1,68 | 1,12 | 0,28 | 0,42 | 0,42 | 721      |
| Salvada e Quintos                        | 23,42 | 28,89 | 30,94 | 5,98  | 6,50 | 1,37 | 0,85 | 0,34 | 1,20 | 0,51 | 593      |
| Santa Clara de Louredo                   | 21,17 | 26,18 | 32,59 | 11,42 | 4,18 | 2,23 | 0,56 | 0,28 | 0,84 | 0,56 | 365      |
| Santa Vitória e Mombeja                  | 23,66 | 32,93 | 20,49 | 10,73 | 8,29 | 2,20 | 0,49 | 0,49 | 0,73 | 0    | 413      |
| São Matias                               | 27,18 | 41,75 | 6,80  | 13,59 | 4,37 | 3,40 | 0,97 | 1,46 | 0    | 0,49 | 207      |
| Trigaches e São Brissos                  | 24,89 | 43,46 | 9,28  | 8,86  | 6,75 | 3,80 | 2,11 | 0,84 | 0    | 0    | 242      |
| Beja                                     | 34,11 | 31,91 | 14,55 | 10,62 | 4,54 | 1,71 | 1,48 | 0,54 | 0,29 | 0,25 | 14 648   |

#### Albernoa e Trindade
| Candidato               | Candidato                | Votos | %               |
| ----------------------- | ------------------------ | ----- | --------------- |
|                         | António Sampaio da Nóvoa | 113   | 27,97 / 100,00  |
|                         | Edgar Silva              | 93    | 23,02 / 100,00  |
|                         | Marcelo Rebelo de Sousa  | 91    | 22,52 / 100,00  |
|                         | Marisa Matias            | 44    | 10,89 / 100,00  |
|                         | Maria de Belém Roseira   | 34    | 8,42 / 100,00   |
|                         | Vitorino Silva           | 18    | 4,46 / 100,00   |
|                         | Cândido Ferreira         | 5     | 1,46 / 100,00   |
|                         | Paulo de Morais          | 4     | 0,99 / 100,00   |
|                         | Henrique Neto            | 1     | 0,25 / 100,00   |
|                         | Jorge Sequeira           | 1     | 0,25 / 100,00   |
| Votos Inválidos         | Votos Inválidos          | 9     | 2,18 / 100,00   |
| Total                   | Total                    | 413   | 100,00 / 100,00 |
| Eleitorado/Participação | Eleitorado/Participação  | 851   | 48,53 / 100,00  |

#### Baleizão
| Candidato               | Candidato                | Votos | %               |
| ----------------------- | ------------------------ | ----- | --------------- |
|                         | Edgar Silva              | 161   | 43,05 / 100,00  |
|                         | António Sampaio da Nóvoa | 70    | 18,72 / 100,00  |
|                         | Marcelo Rebelo de Sousa  | 66    | 17,65 / 100,00  |
|                         | Marisa Matias            | 62    | 16,58 / 100,00  |
|                         | Maria de Belém Roseira   | 7     | 1,87 / 100,00   |
|                         | Vitorino Silva           | 5     | 1,34 / 100,00   |
|                         | Cândido Ferreira         | 2     | 0,54 / 100,00   |
|                         | Henrique Neto            | 1     | 0,27 / 100,00   |
|                         | Paulo de Morais          | 0     | 0,00 / 100,00   |
|                         | Jorge Sequeira           | 0     | 0,00 / 100,00   |
| Votos Inválidos         | Votos Inválidos          | 6     | 1,58 / 100,00   |
| Total                   | Total                    | 380   | 100,00 / 100,00 |
| Eleitorado/Participação | Eleitorado/Participação  | 824   | 46,12 / 100,00  |

#### Beja (Salvador e Santa Maria da Feira)
| Candidato               | Candidato                | Votos | %               |
| ----------------------- | ------------------------ | ----- | --------------- |
|                         | Marcelo Rebelo de Sousa  | 1 467 | 37,16 / 100,00  |
|                         | António Sampaio da Nóvoa | 1 243 | 31,48 / 100,00  |
|                         | Edgar Silva              | 484   | 12,26 / 100,00  |
|                         | Marisa Matias            | 417   | 10,56 / 100,00  |
|                         | Maria de Belém Roseira   | 162   | 4,10 / 100,00   |
|                         | Vitorino Silva           | 69    | 1,75 / 100,00   |
|                         | Paulo de Morais          | 66    | 1,67 / 100,00   |
|                         | Henrique Neto            | 24    | 0,61 / 100,00   |
|                         | Jorge Sequeira           | 8     | 0,20 / 100,00   |
|                         | Cândido Ferreira         | 8     | 0,20 / 100,00   |
| Votos Inválidos         | Votos Inválidos          | 103   | 2,55 / 100,00   |
| Total                   | Total                    | 4 051 | 100,00 / 100,00 |
| Eleitorado/Participação | Eleitorado/Participação  | 8 831 | 45,87 / 100,00  |

#### Beja (Santiago Maior e São João Batista)
| Candidato               | Candidato                | Votos  | %               |
| ----------------------- | ------------------------ | ------ | --------------- |
|                         | Marcelo Rebelo de Sousa  | 2 382  | 39,61 / 100,00  |
|                         | António Sampaio da Nóvoa | 1 991  | 33,11 / 100,00  |
|                         | Edgar Silva              | 586    | 9,74 / 100,00   |
|                         | Marisa Matias            | 585    | 9,73 / 100,00   |
|                         | Maria de Belém Roseira   | 226    | 3,76 / 100,00   |
|                         | Paulo de Morais          | 111    | 1,85 / 100,00   |
|                         | Vitorino Silva           | 82     | 1,36 / 100,00   |
|                         | Henrique Neto            | 35     | 0,58 / 100,00   |
|                         | Jorge Sequeira           | 11     | 0,18 / 100,00   |
|                         | Cândido Ferreira         | 5      | 0,08 / 100,00   |
| Votos Inválidos         | Votos Inválidos          | 99     | 1,62 / 100,00   |
| Total                   | Total                    | 6 113  | 100,00 / 100,00 |
| Eleitorado/Participação | Eleitorado/Participação  | 11 886 | 51,43 / 100,00  |

#### Beringel
| Candidato               | Candidato                | Votos | %               |
| ----------------------- | ------------------------ | ----- | --------------- |
|                         | Marcelo Rebelo de Sousa  | 180   | 31,36 / 100,00  |
|                         | António Sampaio da Nóvoa | 177   | 30,84 / 100,00  |
|                         | Edgar Silva              | 104   | 18,12 / 100,00  |
|                         | Marisa Matias            | 60    | 10,45 / 100,00  |
|                         | Maria de Belém Roseira   | 34    | 5,92 / 100,00   |
|                         | Vitorino Silva           | 10    | 1,74 / 100,00   |
|                         | Cândido Ferreira         | 4     | 0,70 / 100,00   |
|                         | Henrique Neto            | 2     | 0,35 / 100,00   |
|                         | Jorge Sequeira           | 2     | 0,35 / 100,00   |
|                         | Paulo de Morais          | 1     | 0,17 / 100,00   |
| Votos Inválidos         | Votos Inválidos          | 16    | 2,72 / 100,00   |
| Total                   | Total                    | 590   | 100,00 / 100,00 |
| Eleitorado/Participação | Eleitorado/Participação  | 1 212 | 48,68 / 100,00  |

#### Cabeça Gorda
| Candidato               | Candidato                | Votos | %               |
| ----------------------- | ------------------------ | ----- | --------------- |
|                         | Edgar Silva              | 165   | 30,05 / 100,00  |
|                         | António Sampaio da Nóvoa | 148   | 26,96 / 100,00  |
|                         | Marcelo Rebelo de Sousa  | 108   | 19,67 / 100,00  |
|                         | Marisa Matias            | 59    | 10,75 / 100,00  |
|                         | Maria de Belém Roseira   | 44    | 8,01 / 100,00   |
|                         | Vitorino Silva           | 9     | 1,64 / 100,00   |
|                         | Paulo de Morais          | 7     | 1,28 / 100,00   |
|                         | Henrique Neto            | 3     | 0,55 / 100,00   |
|                         | Jorge Sequeira           | 3     | 0,55 / 100,00   |
|                         | Cândido Ferreira         | 3     | 0,55 / 100,00   |
| Votos Inválidos         | Votos Inválidos          | 11    | 1,96 / 100,00   |
| Total                   | Total                    | 560   | 100,00 / 100,00 |
| Eleitorado/Participação | Eleitorado/Participação  | 1 211 | 46,24 / 100,00  |

#### Nossa Senhora das Neves
| Candidato               | Candidato                | Votos | %               |
| ----------------------- | ------------------------ | ----- | --------------- |
|                         | António Sampaio da Nóvoa | 257   | 36,04 / 100,00  |
|                         | Marcelo Rebelo de Sousa  | 183   | 25,67 / 100,00  |
|                         | Edgar Silva              | 147   | 20,62 / 100,00  |
|                         | Marisa Matias            | 64    | 8,98 / 100,00   |
|                         | Maria de Belém Roseira   | 34    | 4,77 / 100,00   |
|                         | Vitorino Silva           | 12    | 1,68 / 100,00   |
|                         | Paulo de Morais          | 8     | 1,12 / 100,00   |
|                         | Jorge Sequeira           | 3     | 0,42 / 100,00   |
|                         | Cândido Ferreira         | 3     | 0,42 / 100,00   |
|                         | Henrique Neto            | 2     | 0,28 / 100,00   |
| Votos Inválidos         | Votos Inválidos          | 8     | 1,11 / 100,00   |
| Total                   | Total                    | 721   | 100,00 / 100,00 |
| Eleitorado/Participação | Eleitorado/Participação  | 1 489 | 48,42 / 100,00  |

#### Salvada e Quintos
| Candidato               | Candidato                | Votos | %               |
| ----------------------- | ------------------------ | ----- | --------------- |
|                         | Edgar Silva              | 181   | 30,94 / 100,00  |
|                         | António Sampaio da Nóvoa | 169   | 28,89 / 100,00  |
|                         | Marcelo Rebelo de Sousa  | 137   | 23,42 / 100,00  |
|                         | Maria de Belém Roseira   | 38    | 6,50 / 100,00   |
|                         | Marisa Matias            | 35    | 5,98 / 100,00   |
|                         | Vitorino Silva           | 8     | 1,37 / 100,00   |
|                         | Jorge Sequeira           | 7     | 1,20 / 100,00   |
|                         | Paulo de Morais          | 5     | 0,85 / 100,00   |
|                         | Cândido Ferreira         | 3     | 0,51 / 100,00   |
|                         | Henrique Neto            | 2     | 0,34 / 100,00   |
| Votos Inválidos         | Votos Inválidos          | 8     | 1,35 / 100,00   |
| Total                   | Total                    | 593   | 100,00 / 100,00 |
| Eleitorado/Participação | Eleitorado/Participação  | 1 150 | 51,57 / 100,00  |

#### Santa Clara de Louredo
| Candidato               | Candidato                | Votos | %               |
| ----------------------- | ------------------------ | ----- | --------------- |
|                         | Edgar Silva              | 117   | 32,59 / 100,00  |
|                         | António Sampaio da Nóvoa | 94    | 26,18 / 100,00  |
|                         | Marcelo Rebelo de Sousa  | 76    | 21,17 / 100,00  |
|                         | Marisa Matias            | 41    | 11,42 / 100,00  |
|                         | Maria de Belém Roseira   | 15    | 4,18 / 100,00   |
|                         | Vitorino Silva           | 8     | 2,23 / 100,00   |
|                         | Jorge Sequeira           | 3     | 0,84 / 100,00   |
|                         | Paulo de Morais          | 2     | 0,56 / 100,00   |
|                         | Cândido Ferreira         | 2     | 0,56 / 100,00   |
|                         | Henrique Neto            | 1     | 0,28 / 100,00   |
| Votos Inválidos         | Votos Inválidos          | 6     | 1,65 / 100,00   |
| Total                   | Total                    | 365   | 100,00 / 100,00 |
| Eleitorado/Participação | Eleitorado/Participação  | 619   | 58,97 / 100,00  |

#### Santa Vitória e Mombeja
| Candidato               | Candidato                | Votos | %               |
| ----------------------- | ------------------------ | ----- | --------------- |
|                         | António Sampaio da Nóvoa | 135   | 32,93 / 100,00  |
|                         | Marcelo Rebelo de Sousa  | 97    | 23,66 / 100,00  |
|                         | Edgar Silva              | 84    | 20,49 / 100,00  |
|                         | Marisa Matias            | 44    | 10,73 / 100,00  |
|                         | Maria de Belém Roseira   | 34    | 8,29 / 100,00   |
|                         | Vitorino Silva           | 9     | 2,20 / 100,00   |
|                         | Jorge Sequeira           | 3     | 0,73 / 100,00   |
|                         | Paulo de Morais          | 2     | 0,49 / 100,00   |
|                         | Henrique Neto            | 2     | 0,49 / 100,00   |
|                         | Cândido Ferreira         | 0     | 0,00 / 100,00   |
| Votos Inválidos         | Votos Inválidos          | 3     | 0,72 / 100,00   |
| Total                   | Total                    | 413   | 100,00 / 100,00 |
| Eleitorado/Participação | Eleitorado/Participação  | 843   | 48,99 / 100,00  |

#### São Matias
| Candidato               | Candidato                | Votos | %               |
| ----------------------- | ------------------------ | ----- | --------------- |
|                         | António Sampaio da Nóvoa | 86    | 41,75 / 100,00  |
|                         | Marcelo Rebelo de Sousa  | 56    | 27,18 / 100,00  |
|                         | Marisa Matias            | 28    | 13,59 / 100,00  |
|                         | Edgar Silva              | 14    | 6,80 / 100,00   |
|                         | Maria de Belém Roseira   | 9     | 4,37 / 100,00   |
|                         | Vitorino Silva           | 7     | 3,40 / 100,00   |
|                         | Henrique Neto            | 3     | 1,46 / 100,00   |
|                         | Paulo de Morais          | 2     | 0,97 / 100,00   |
|                         | Cândido Ferreira         | 1     | 0,49 / 100,00   |
|                         | Jorge Sequeira           | 0     | 0,00 / 100,00   |
| Votos Inválidos         | Votos Inválidos          | 1     | 0,48 / 100,00   |
| Total                   | Total                    | 207   | 100,00 / 100,00 |
| Eleitorado/Participação | Eleitorado/Participação  | 483   | 42,86 / 100,00  |

#### Trigaches e São Brissos
| Candidato               | Candidato                | Votos | %               |
| ----------------------- | ------------------------ | ----- | --------------- |
|                         | António Sampaio da Nóvoa | 103   | 43,46 / 100,00  |
|                         | Marcelo Rebelo de Sousa  | 59    | 24,89 / 100,00  |
|                         | Edgar Silva              | 22    | 9,28 / 100,00   |
|                         | Marisa Matias            | 21    | 8,86 / 100,00   |
|                         | Maria de Belém Roseira   | 16    | 6,75 / 100,00   |
|                         | Vitorino Silva           | 9     | 3,80 / 100,00   |
|                         | Paulo de Morais          | 5     | 2,11 / 100,00   |
|                         | Henrique Neto            | 2     | 0,84 / 100,00   |
|                         | Jorge Sequeira           | 0     | 0,00 / 100,00   |
|                         | Cândido Ferreira         | 0     | 0,00 / 100,00   |
| Votos Inválidos         | Votos Inválidos          | 5     | 2,06 / 100,00   |
| Total                   | Total                    | 242   | 100,00 / 100,00 |
| Eleitorado/Participação | Eleitorado/Participação  | 486   | 49,79 / 100,00  |